# デザイナー公認協会
デザイナー公認協会（デザイナーこうにんきょうかい、Chartered Society of Designers）は、イングランドのロンドンに本部を置くデザイナーの団体である。

## 歴史
1930年に設立された。